# 韩联社TV
韩联社TV（韓語：연합뉴스TV），又名联合新闻TV，是由韩国联合通讯社创办的专业新闻频道，于2011年12月1日开播，通过韩国有线电视23频道、IPTV和电视直播网站广播。

## 历史沿革
2010年，韩联社就新增电视新闻频道向广播通信委员会提交了申请书。2011年3月15日：韩联社电视公司召开股东大会。2011年3月31日，广播通信委员会批准韩联社电视公司使用电视频道进行广播。2011年12月1日：“News Y”正式开播。2015年1月5日：频道名称从“News Y”改为韩联社新闻台。

## 新闻节目
- 《今日新闻》
- 《出发640》
- 《新闻焦点》
- 《12点新闻中心》（周末版：《12点新闻》）
- 《新闻现场》
- 《第一新闻》
- 《新闻观察》
- 《今晚新闻》（周末版：《23点新闻》）
- 《新闻24》

## 播出事故
- 2019年4月10日，联合新闻台在播报文在寅访美的新闻时，给文在寅配了朝鲜国旗从而引发争议。[3][4]